# Il Giudice Bean
Il Giudice Bean (en español, El Juez Bean) es una historieta italiana del Oeste de la casa Edizioni Araldo (hoy Sergio Bonelli Editore), creada por Sergio Bonelli (con el seudónimo de Guido Nolitta) en 1963. Los dibujos son de Sergio Tarquinio.
Aunque fue publicada después de otras series de Sergio Bonelli, representa su primera experiencia en calidad de guionista. Fueron editados 6 números en total.

## Argumento
La historieta trata de las aventuras del Juez Bean, inspirado en el homónimo personaje histórico, que se hacía llamar a sí mismo "la Ley al Oeste del Pecos". Socios del Juez son su sobrino Danny y el gordo Sam.